# Hasta los huesos
Hasta los huesos és un curtmetratge de 2001 realitzat pel cineasta René Castillo en stop motion. El curtmetratge inspirat en el Dia de Morts en forma graciosa, característica del mexicà.

## Sinopsi
Un home mor (amb veu de Bruno Bichir) i descendeix al món dels morts, on és rebut amb una festa bohèmia per un cuc, calacas somrients i la mateixa Catrina qui li canta sensualment. Després d'una estona de diversió i coqueteig, l'home descobreix que, després de tot, estar mort no és tan dolent.

## Producció
La seva producció va durar més de 3 anys, i la seva sola filmació va ser d'any i mig; es van necessitar al voltant de 15 mil moviments dels més de 70 personatges que componen aquest curtmetratge d'onze minuts; en la música destaca la participació de Cafè Tacuba i la interpretació d'Eugenia León.
Aquest curtmetratge és el més car de la història de l'animació a Mèxic amb un cost d'al voltant de 3 milions de pesos.

## Premis
- Menció especial a la IX Mostra de Cinema Llatinoamericà de Lleida.[3]
- Premi al millor curtmetratge d'animació en la XLIV edició dels Premis Ariel
- Premi al millor curtmetratge als festivals de Guadalajara, Osca, Annecy, Mont-real, Ottawa, i Palms Springs, entre d'altres.[4]